# ليما (لاعب كرة قدم)
ليما (بالبرتغالية: Willian Lanes de Lima‏) هو لاعب كرة قدم برازيلي في مركز الدفاع، ولد في 10 فبراير 1985 في ريبيراو بريتو في البرازيل. لعب مع أتلتيكو مينيرو وجمعية بورتوغيزا الرياضية وريال بيتيس ونادي بوتافوغو اس بي ونادي فلامنغو ونادي فورتاليزا ونادي كورينثيانس ألاغوانو.

## وصلات خارجية
- ليما (لاعب كرة قدم) على موقع قاعدة بيانات كرة القدم.إي يو (الإنجليزية)
- ليما (لاعب كرة قدم) على موقع Soccerway.com (الإنجليزية)